# Critérium Internacional de 2011
O Critérium Internacional de 2011 é uma prova ciclista que se disputou entre 26 e 27 de março, sobre um traçado de 258 km divididos em 3 etapas em 2 dias, em Porto-Vecchio (Córsega do Sul) e seus arredores.
A prova pertenceu ao UCI Europe Tour dentro da categoria 2.hc (máxima categoria destes circuitos).
A corrida teve um percurso quase idêntico à da passada edição.
Tomaram parte na corrida 16 equipas: 9 de categoria UCI ProTeam (Team RadioShack, Sky Procycling, Team Garmin-Cervélo, Leopard Trek, AG2R La Mondiale, Euskaltel-Euskadi, Movistar Team, Vacansoleil-DCM Pro Cycling Team e Pro Team Astana); 7 de categoria Profissional Continental (FDJ, Team Europcar, Skil-Shimano, Cofidis, le Crédit en Ligne, Bretagne-Schuller e Saur-Sojasun); e 1 francês de categoria Continental (BigMat-Auber 93). Formando assim um pelotão de 123 ciclistas ainda que finalmente foram 122 depois da baixa de última hora de Michael Rogers (Sky), com 8 corredores a cada equipa (excepto a mencionada Sky e a Garmin-Cervélo, Euskaltel-Euskadi e Astana que saíram com 7 e a Vacansoleil-DCM que saiu com 6), dos que acabaram 101.
O ganhador final foi Fränk Schleck depois de fazer com a etapa de montanha conseguindo uma vantagem suficiente como para alçar com a vitória. Acompanharam-lhe no pódio Vasil Kiryienka e Rein Taaramäe, respectivamente.
Nas classificações secundárias impuseram-se Vasil Kiryienka (pontos), Pim Lightart (montanha), Rein Taaramäe (jovens) e Movistar (equipas).

## Etapas
| Etapa | Data        | Percurso                        | km        | Ganhador       | Líder         |
| ----- | ----------- | ------------------------------- | --------- | -------------- | ------------- |
| 1.ª   | 26 de março | Porto-Vecchio-Col de l’Ospedale | 198       | Fränk Schleck  | Fränk Schleck |
| 2.ª   | 27 de março | Porto-Vecchio-Porto-Vecchio     | 75        | Simon Geschke  | Fränk Schleck |
| 3.ª   | 27 de março | Porto-Vecchio-Porto-Vecchio     | 7,5 (CRI) | Andreas Klöden | Fränk Schleck |

## Classificações finais
| \| 1. \| Fränk Schleck \| 7h 13' 12" \| \| 2. \| Vasil Kiryienka \| + 13" \| \| 3. \| Rein Taaramäe \| + 30" \| \| 4. \| Alexandre Geniez \| + 1' 14" \| \| 5. \| Tiago Machado \| + 1' 15" \| \| 6. \| Jean-Christophe Peraud \| + 1' 16" \| \| 7. \| Ryder Hesjedal \| + 1' 19" \| \| 8. \| Pierrick Fedrigo \| + 1' 23" \| \| 9. \| David López \| + 1' 25" \| \| 10. \| Serguei Lagutin \| m.t. \| |                        |            |
| 1. | Fränk Schleck          | 7h 13' 12" |
| 2. | Vasil Kiryienka        | + 13"      |
| 3. | Rein Taaramäe          | + 30"      |
| 4. | Alexandre Geniez       | + 1' 14"   |
| 5. | Tiago Machado          | + 1' 15"   |
| 6. | Jean-Christophe Peraud | + 1' 16"   |
| 7. | Ryder Hesjedal         | + 1' 19"   |
| 8. | Pierrick Fedrigo       | + 1' 23"   |
| 9. | David López            | + 1' 25"   |
| 10. | Serguei Lagutin        | m.t.       |

| \| 1. \| Vasil Kiryienka \| 16 p. \| \| 2. \| Fränk Schleck \| 15 p. \| \| 3. \| Andreas Klöden \| 15 p. \| |                 |       |
| 1. | Vasil Kiryienka | 16 p. |
| 2. | Fränk Schleck   | 15 p. |
| 3. | Andreas Klöden  | 15 p. |

| \| 1. \| Pim Lightart \| 24 p. \| \| 2. \| Renaud Dion \| 16 p. \| \| 3. \| Yukihiro Doi \| 12 p. \| |              |       |
| 1.                                                                                                   | Pim Lightart | 24 p. |
| 2.                                                                                                   | Renaud Dion  | 16 p. |
| 3.                                                                                                   | Yukihiro Doi | 12 p. |

| \| 1. \| Rein Taaramäe \| 7h 13' 42" \| \| 2. \| Alexandre Geniez \| + 44" \| \| 3. \| Cyril Gautier \| + 1' 08" \| |                  |            |
| 1. | Rein Taaramäe    | 7h 13' 42" |
| 2. | Alexandre Geniez | + 44"      |
| 3. | Cyril Gautier    | + 1' 08"   |

| \| 1. \| Movistar \| 21h 42' 35" \| \| 2. \| Leopard Trek \| + 4' 55" \| \| 3. \| Garmin-Cervélo \| + 5' 10" \| |                |             |
| 1. | Movistar       | 21h 42' 35" |
| 2. | Leopard Trek   | + 4' 55"    |
| 3. | Garmin-Cervélo | + 5' 10"    |